# Sœurs de Sainte Marcelline
Les sœurs de sainte Marcelline (en latin : Sororum a Sancta Marcellina) sont une congrégation religieuse féminine enseignante de droit pontifical.

## Historique
La congrégation est fondée le 22 septembre 1838 à Cernusco sul Naviglio par Louis Biraghi (1801-1879) et Marine Videmari (1812-1891) pour l'enseignement des jeunes filles, l'institut est placé sous le patronage de sainte Marcelline, sœur et éducatrice de saint Ambroise de Milan. 
Par décret du 13 septembre 1852, l'empereur François-Joseph autorise la congrégation des ursulines sous l'invocation de saint Marcelline, ce même 13 septembre, les 24 premières religieuses marcellines font profession religieuse en présence de Mgr Carlo Bartolomeo Romilli, archevêque de Milan. 
L'institut obtient le décret de louange du pape Léon XIII le 5 février 1897 qui est finalement approuvé par le Saint-Siège le 25 juillet 1899.
Une des premières sœurs de la congrégation, Marie Anne Sala, est béatifiée le 26 octobre 1980.

## Activités et diffusion
Les marcellines sont spécialement vouées à l'éducation de la jeunesse.
Elles sont présentes en:
- Europe : Italie, Albanie, Royaume-Uni, Suisse.
- Amérique : Brésil, Canada, Mexique.
- Afrique : Bénin

La maison généralice est à Milan.
En 2017, la congrégation comptait 523 sœurs dans 47 maisons.